# Ropucha portorická
Ropucha portorická (Peltophryne lemur) je druh žáby z čeledi ropuchovití (Bufonidae) a rodu Peltophryne.

## Výskyt
Ropucha portorická se podle IUCN k roku 2021 přirozeně vyskytovala pouze ve třech subpopulacích na jihu ostrova Portoriko v Karibském moři + v několika lidmi znovuzavedených subpopulacích na stejném ostrově. Pravděpodobně vyhynulá je populace na ostrově Virgin Gorda v rámci Britských Panenských ostrovů, IUCN spekuluje o historickém výskytu také na ostrovech Vieques, Saint John a Saint Thomas. Záznam o jedné ropuše z ostrova Saint John pochází z roku 1978, na Virgin Gorda byla ropucha odlovena v roce 1915 a poslední záznam odtud pochází z roku 1964. Druh samotný byl mezi 30. a 60. lety 20. století pokládán za vyhynulý.
Přirozeným stanovištěm ropuchy portorické jsou polosuché, skalnaté oblasti sezónně stálezelených lesů v blízkosti krasového pobřeží, a to do nadmořské výšky asi 50 metrů.

## Popis
Ropucha portorická dosahuje velikosti 64 až 120 mm. Jde o středně velkou žábu, jež se vyznačuje nahoru otočeným čenichem a výraznými hřebeny nad očima, o něco vyvinutějšími u samic. Kůže je hrbolatá, její obecné zbarvení je hnědé až žlutohnědé, s černohnědými skvrnami. Spodní partie těla jsou krémové, taktéž doplněné o skvrnky. Oči jsou zlaté, s tmavým mramorováním. Samci bývají menší a štíhlejší než samice a vyznačují se větším podílem žlutých odstínů, zvláště pak v období rozmnožování.

## Chování

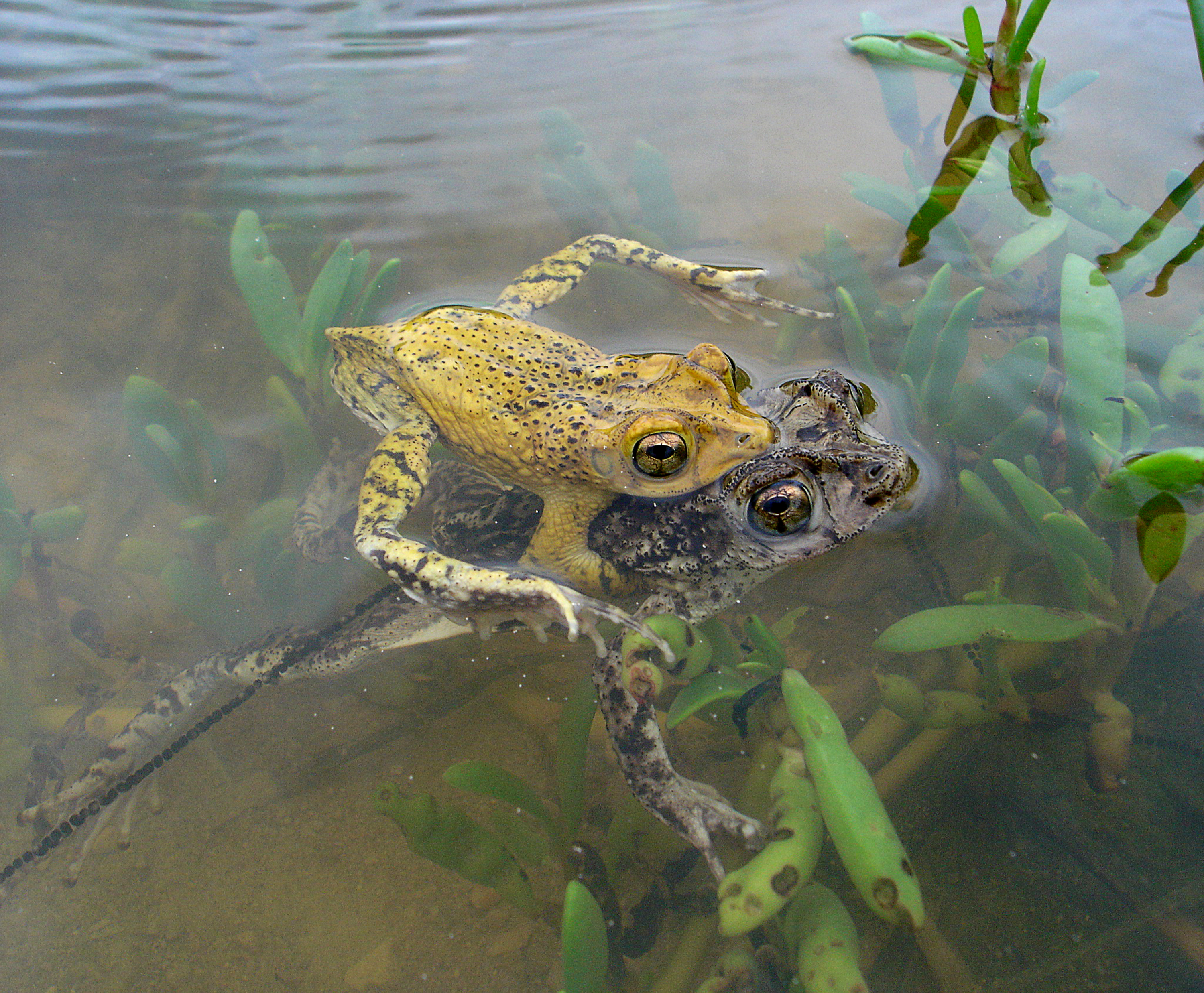
Pár v amplexu

Ropucha portorická je aktivní v noci, přes den se skrývá v dutinách vzniknuvších v krasových vápencích, případně v jiných podobných úkrytech. Navzdory své velikosti je schopna překonat značné převýšení terénu. Období sucha přečkává díky estivaci. Tyto žáby žijí samotářsky a poměrně skrytě, ve skupinách je lze pozorovat pouze během období rozmnožování.
Rozmnožování probíhá sporadicky a je vysoce závislé na přítomnosti srážek. Ve volné přírodě se ropuchy mohou pářit ve všech měsících kromě března, nejvhodnější podmínky však nastávají v období dešťů, zejména od dubna do května, a v hurikánové sezóně od srpna do října. V tuto dobu se žáby shromažďují v dočasných nebo trvalých vodních tůních, kam samice v průběhu amplexu kladou dlouhé černé provazce vajíček. Metamorfóza pulce v dospělce trvá asi 18 dní. V zajetí dosahuje ropucha portorická pohlavní zralosti ve věku 1 roku nebo méně. Údajně se dožívá až 10 let.

## Ohrožení
Mezinárodní svaz ochrany přírody (IUCN) vede ve svém vyhodnocení stavu druhu z roku 2021 ropucha portorickou za ohroženou, předchozí vyhodnocení ji považovala dokonce za kriticky ohroženou. Z četných hrozeb lze jmenovat vliv invazivních druhů, včetně zavlečené ropuchy obrovské (Rhinella marina), jež pro ropuchu portorickou představuje jak potravního konkurenta, tak predátora pulců. Na úbytku ropuchy se podílí i lidské aktivity, konkrétně zemědělství a rozvoj měst vedou k vysušování a ničení hnízdních stanovišť. Zároveň je tento druh velmi vnímavý na jakékoli změny ve vzorcích srážek, které přímo ovlivňují jeho reprodukci. Nepříznivý dopad na místní populace tak může mít i vyšší četnost různých extrémních meteorologických jevů, jako jsou hurikány, prudké deště, sesuvy půdy a sucha, v důsledku postupující klimatické změny.
Ochranné programy se soustředí především na chov v zajetí a následnou zpětnou introdukci žab do volné přírody. Ropucha portorická se v roce 1984 stala prvním obojživelníkem zapojeným do Plánu přežití druhů (SSP) americké Asociace zoologických zahrad a akvárií a do volné přírody byly reintrodukovány stovky tisíc pulců. Roku 2019 bylo oznámeno, že se v zajetí podařilo odchovat první ropuchu, které vdechla život in vitro fertilizace.